# Équipe de Yougoslavie féminine de handball
L'équipe de Yougoslavie féminine de handball représentait la Fédération yougoslave de handball lors des compétitions internationales, notamment aux Jeux olympiques et aux championnats du monde, de 1945 à 1992.
À la suite de la dislocation de la Yougoslavie en 1992, lui ont succédé les équipes de Bosnie-Herzégovine, Croatie, Macédoine, Rép. fédérale de Yougoslavie et de Slovénie. La RF de Yougoslavie est devenue en 2003 Serbie-et-Monténégro puis s'est séparée en 2006 en Monténégro et Serbie.

## Palmarès
Jeux olympiques
- vainqueur en 1984 à Los Angeles,  États-Unis
- finaliste en 1980 à Moscou,  Union soviétique

Championnats du monde
- vainqueur en 1973
- finaliste en 1965, 1971 et 1990
- médaille de bronze en 1957 et 1982

### Palmarès détaillé
| Année | Tour                   | Rang                               | J             | G             | N             | P             | BP            | BC            | D             |
| ----- | ---------------------- | ---------------------------------- | ------------- | ------------- | ------------- | ------------- | ------------- | ------------- | ------------- |
| 1976  | Non qualifiée          | Non qualifiée                      | Non qualifiée | Non qualifiée | Non qualifiée | Non qualifiée | Non qualifiée | Non qualifiée | Non qualifiée |
| 1980  | Finaliste              | Médaille d'argent, Jeux olympiques | 5             | 3             | 1             | 1             | 107           | 67            | +40           |
| 1984  | Vainqueur              | Médaille d'or, Jeux olympiques     | 5             | 5             | 0             | 0             | 143           | 102           | +41           |
| 1988  | Match pour la 3e place | 4e                                 | 6             | 3             | 0             | 3             | 110           | 115           | -5            |
| Total | 3/4                    | 1/4                                | 16            | 11            | 1             | 4             | 360           | 284           | +76           |

| Année | Tour                   | Rang                      | J  | G  | N | P  | BP  | BC  | D    |
| ----- | ---------------------- | ------------------------- | -- | -- | - | -- | --- | --- | ---- |
| 1957  | Match pour la 3e place | Médaille de bronze, monde | 5  | 4  | 0 | 1  | 41  | 32  | +9   |
| 1962  | Match pour la 3e place | 4e                        | 5  | 2  | 1 | 2  | 28  | 23  | +5   |
| 1965  | Finaliste              | Médaille d'argent, monde  | 4  | 3  | 0 | 1  | 31  | 20  | +11  |
| 1971  | Finaliste              | Médaille d'argent, monde  | 5  | 3  | 1 | 1  | 57  | 44  | +13  |
| 1973  | Vainqueur              | Médaille d'or, monde      | 6  | 5  | 0 | 1  | 73  | 49  | +24  |
| 1975  | Poule finale           | 5e                        | 7  | 3  | 1 | 3  | 116 | 75  | +41  |
| 1978  | Poule finale           | 5e                        | 7  | 3  | 1 | 3  | 112 | 106 | +6   |
| 1982  | Match pour la 3e place | Médaille de bronze, monde | 7  | 5  | 1 | 1  | 160 | 122 | +38  |
| 1986  | Match pour la 5e place | 6e                        | 7  | 4  | 1 | 2  | 150 | 132 | +18  |
| 1990  | Finaliste              | Médaille d'argent, monde  | 7  | 5  | 0 | 2  | 169 | 144 | +25  |
| Total | 10/10                  | 1/10                      | 60 | 37 | 6 | 17 | 937 | 747 | +190 |

## Joueuses célèbres
- Svetlana Kitić, meilleure handballeuse de l'année en 1988
- Zita Galić
- Jasna Merdan-Kolar, meilleure handballeuse de l'année en 1990 (sous le maillot de l'Autriche)
- Svetlana Mugoša-Antić
- Ljiljana Mugoša

## Effectifs dans les principales compétitions
- Championnat du monde 1957,  médaille de bronze : Nada Vučković[1] , Ana Evetović, Jelena Genčić, Magda Hegedüš, Ladislava Horak, Vukosava Lukin, Nevenka Ljubić, Branka Mihalić, Vlasta Nikler, Marija Sabljak, Ankica Ostrun, Nada Rukavina, Katarina Tičić Hosi, Erika Toth. Entraîneur : Vilim Tičić
- Championnat du monde 1962, 4e place : Zdenka Ištvanović[1], Ema Bart, Radmila Dragosavac, Mara Jakovetić, Jovanka Jurčak, Branka Jovančević, Dragica Pavić, Veselinka Bijelić, Ružica Miladinović, Zlatka Rebernjak, Mirjana Jasić, Radmila Radunović, Ana Zemko. Entraîneur : Vilim Tičić.
- Championnat du monde 1965,  médaille d 'argent : Zdenka Ištvanović, Nada Vučković, Mara Veinović[1], Mira Jasić, Zlatka Rebernjak, Ana Knežević, Ružica Miladinović, Radmila Radunović, Ana Samardžija, Leposava Ninković, Biserka Tomašek, Ema Bart. Entraîneur : Vilim Tičić.
- Championnat du monde 1971,  médaille d 'argent : Zdenka Ištvanović, Mara Torti, Dragica Palaversa[1], Neda Gluščević, Mira Radaković, Radmila Parezanović, Ratka Radović, Jadranka Antić, Milica Đorđević, Ana Knežević, Biserka Tomašek, Vinka Žižak, Katica Cero, Leposava Ninković. Entraîneur : Vilim Tičić.
- Championnat du monde 1973,  champion du monde[2] : Jezdimir Stanković. Zdenka Ištvanović, Dunja Kostić, Ana Titlić, Nadežda Abramović, Mirjana Čikoš, Jadranka Antić, Zdenka Leutar, Milenka Lukić, Ivanka Suprinović, Katica Ileš, Dragica Palaversa, Radmila Parezanović, Biserka Rožić, Mara Torti (de), Milka Veinović, Božena Vrbanc. Entraîneur : Vilim Tičić.
- Championnat du monde 1975, 5e place : Zdenka Ištvanović , Dragica Palaversa[1], Nadežda Abramović, Jadranka Antić, Ljubica Bukurov, Zorica Dragović, Katica Ileš, Zdenka Leutar, Milenka Lukić, Vida Nenadić, Mirjana Ognjenović, Vesna Radović, Ivanka Šuprinović, Ana Titlić, Mara Torti, Milka Veinović. Entraîneur : Vinko Kandija
- Championnat du monde 1978, 5e place : Dragica Mijač[1], Ljubica Bukurov, Deana Gizdić, Katica Ileš, Svetlana Kitić, Željka Maras, Vesna Milošević, Mirjana Ognjenović, Zorica Pavićević, Vesna Radović, Milenka Sladić, Nadežda Stanojević, Ana Titlić, Jadranka Veljković, Zorica Vojinović, Spomenka Vukajlović. Entraîneur : Vinko Kandija.
- JO 1980,  médaille d 'argent[3]: Ana Titlić, Slavica Jeremić, Zorica Vojinović, Radmila Drljača, Katica Ileš, Mirjana Ognjenović, Svetlana Anastasovska, Rada Savić, Svetlana Kitić, Mirjana Đurica, Biserka Višnjić, Vesna Radović, Jasna Merdan, Vesna Milošević. Entraîneur : Josip Samaržija.
- Championnat du monde 1982,  médaille de bronze : Svetlana Anastasovska, Alenka Cuderman, Slavica Đukić, Mirjana Đurica, Emilija Erčić, Zita Galić, Jadranka Jež, Jasna Merdan, Ljiljana Mugoša, Mirjana Ognjenović , Olga Pejović, Jasna Ptujec, Milenka Sladić, Slavka Smiljanić, Biserka Višnjić, Zorica Vojinović. Savezni Entraîneur : Josip Samaržija.
- JO 1984,  champion olympique[4] : Svetlana Anastasovska, Alenka Cuderman, Svetlana Dašić-Kitić, Slavica Dukić, Dragica Đurić, Mirjana Đurica, Emilija Erčić, Ljubinka Janković, Jasna Merdan-Kolar, Ljiljana Mugoša, Svetlana Mugoša, Mirjana Ognjenović, Zorica Pavićević, Jasna Ptujec, Biserka Višnjić. Entraîneur : Josip Samaržija Samaržija.
- Championnat du monde 1986, 6e place : Mirjana Đurica, Slavica Đukić, Dragica Đurić, Emilija Erčić, Zita Galić, Ljubinka Janković, Svetlana Kitić , Ljiljana Mugoša, Svetlana Mugoša, Svetlana Anastasovska-Obućina, Mirjana Ognjenović, Nevenka Radanović, Mara Samardžija, Olga Sekulić, Vesna Tomajek, Biserka Višnjić. Entraîneur : Vatroslav Srhoj.
- JO 1988, 4e place[5] : Desanka Stojanović, Dragana Pešić, Dragica Đurić, Ljiljana Marković, Ljiljana Mugoša, Ljubinka Janković, Mirjana Đurica, Mirjana Krstić, Nataša Kolega, Slavica Đukić, Slavica Rinčić, Svetlana Mičić, Svetlana Mugoša-Antić, Svetlana Anastasovska-Obućina, Zita Galić
- Championnat du monde 1990,  médaille d 'argent : Svetlana Mugoša-Antić, Zagorka Baštovanović, Maja Bulatović, Vesna Durković, Dragica Đurić, Stanica Gole, Branka Jovanović, Svetlana Kitić , Nataša Kolega, Katica Lješković, Ljiljana Marković, Dragana Pešić, Tanja Polajner, Olga Sekulić, Vesna Tomajek, Stana Vuković. Entraîneur : Vatroslav Srhoj.